# Ferrari Daytona SP3
Ferrari Daytona SP3 – supersamochód klasy średniej produkowany pod włoską marką Ferrari od 2022 roku. 

## Historia i opis modelu

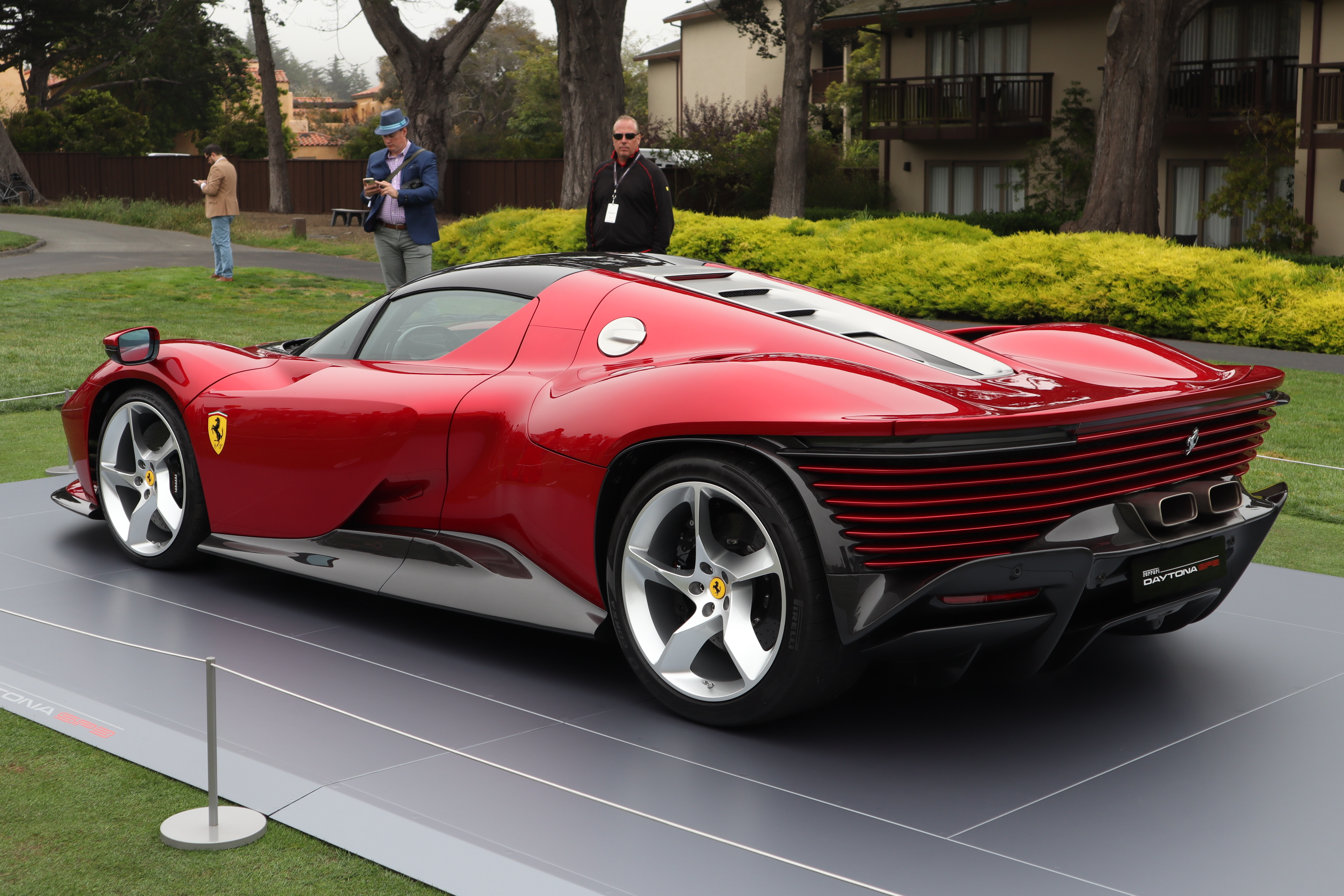
Ferrari Daytona SP3 - tył

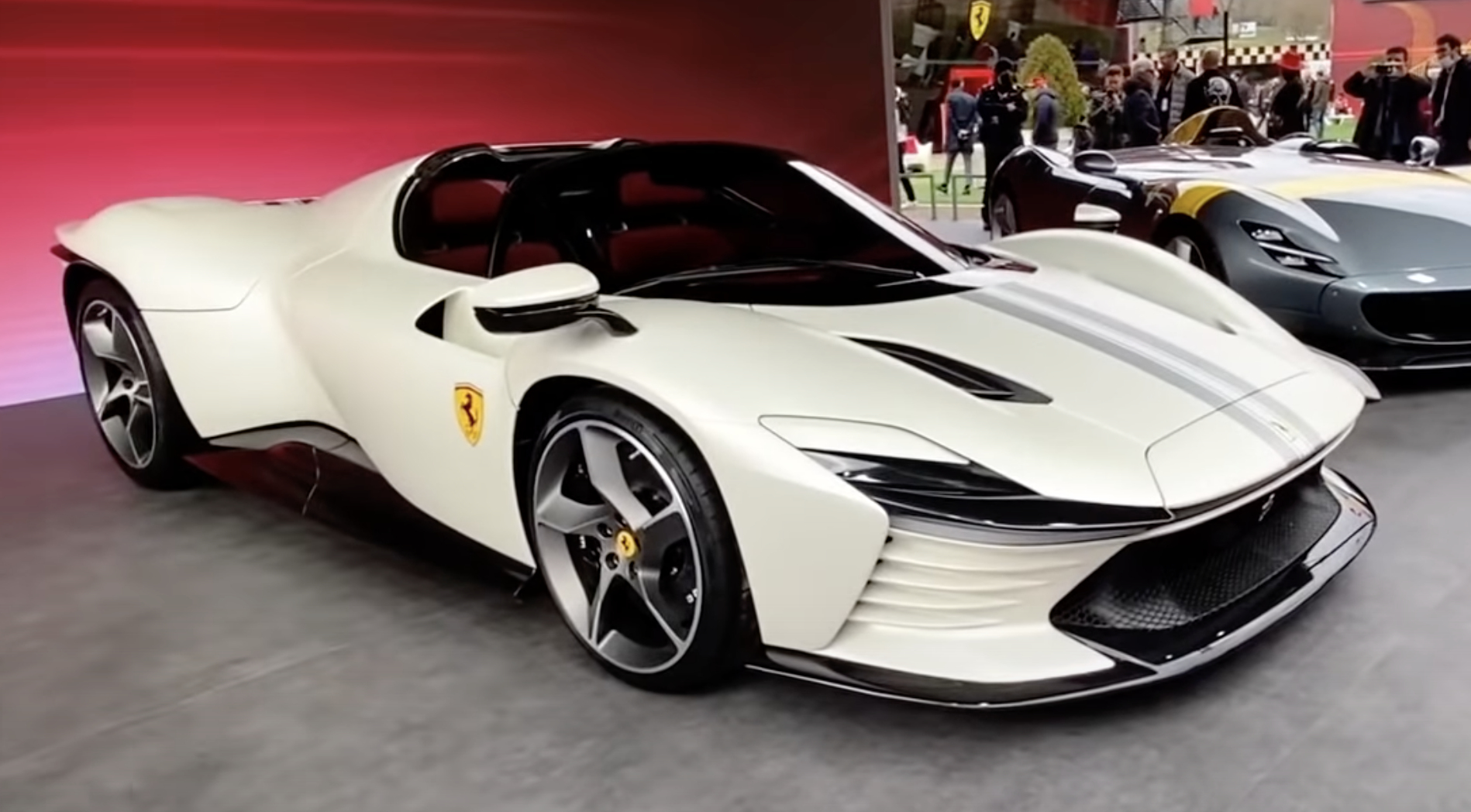
Ferrari Daytona SP3 podczas premiery

W listopadzie 2021 roku Ferrari przedstawiło nowy model limitowanego supersamochodu, nazywając go Daytona SP3. To pierwszy od przełomu lat 60. i 70. XX wieku model włoskiej firmy, który otrzymał taką nazwę, a także kolejny po Monza SP model Ferrari ze specjalnej serii limitowanych modeli Icona.
Projektując Daytonę SP3, konstruktorzy Ferrari za priorytet uznali walory aerodynamiczne mające pozwolić na osiągnięcie jak najlepszych osiągów. W strukturze nadwozia znalazły się specjalne tunele odprowadzające powietrze, pozwalając na optymalny opływ powietrza bez wykorzystania ruchomych elementów. 
Do napędu Ferrari Daytona SP3 wykorzystany został benzynowy silnik V12 o pojemności 6,3 litra i mocy 840 KM, który przy maksymalnym momencie obrotowym 697 Nm pozwala rozpędzić się do 100 km/h w 2,8 sekundy i osiągnąć prędkość maksymalną 340 km/h. Centralnie umieszczona jednostka napędowa przenosi napęd na tylną oś, współpracując z dwusprzęgłową 7-stopniową automatyczną skrzynią biegów.

### Sprzedaż
Ferrari Daytona SP3 jest samochodem o ściśle limitowanym wolumenie produkcji. Poczynając od 2022 roku, włoska firma planuje wyprodukować łącznie 599 sztuk supersamochodu z ceną 2 milionów euro za egzemplarz, z czego tuż po debiucie wyprzedała się cała pula przewidzianych do produkcji pojazdów.

### Silnik
- V12 6.5l 840 KM